# Ostrožnik
Ostrožnik este o localitate din comuna Mokronog - Trebelno, Slovenia, cu o populație de 36 de locuitori.